# Ченстоховская ратуша
50°48′40″ с. ш. 19°06′47″ в. д.
Ченстохо́вская ра́туша (пол. Ratusz w Częstochowie) — архитектурный памятник в Польше, ратуша, находящаяся в центре города Ченстохова на площади Владислава Беганьского. Внесена в реестр охраняемых памятников Силезского воеводства (№ 271/60 от 11 марта 1960 года и № 8/78 от 13 февраля 1978 года).
В Позднем Средневековье Ченстохова разделялась на две части: на Новую Ченстохову и Старую Ченстохову, каждая из которых имела собственную ратушу. Ратуша Новой Ченстоховы сгорела во время Барской конфедерации, а ратуша Старой Ченстоховы была разрушена во время наполеоновских войн. Строительство современной ратуши в стиле классицизма по проекту Францишка Рейнштейна было начато в 1828 году и закончено в 1836 году. В 1908 году ратуша была перестроена.
С 1967 года в здании ратуши находится Ченстоховский музей.

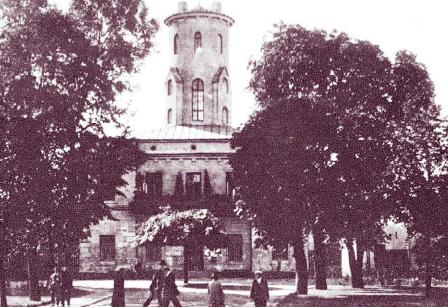
Ченстоховская ратуша в начале XX века
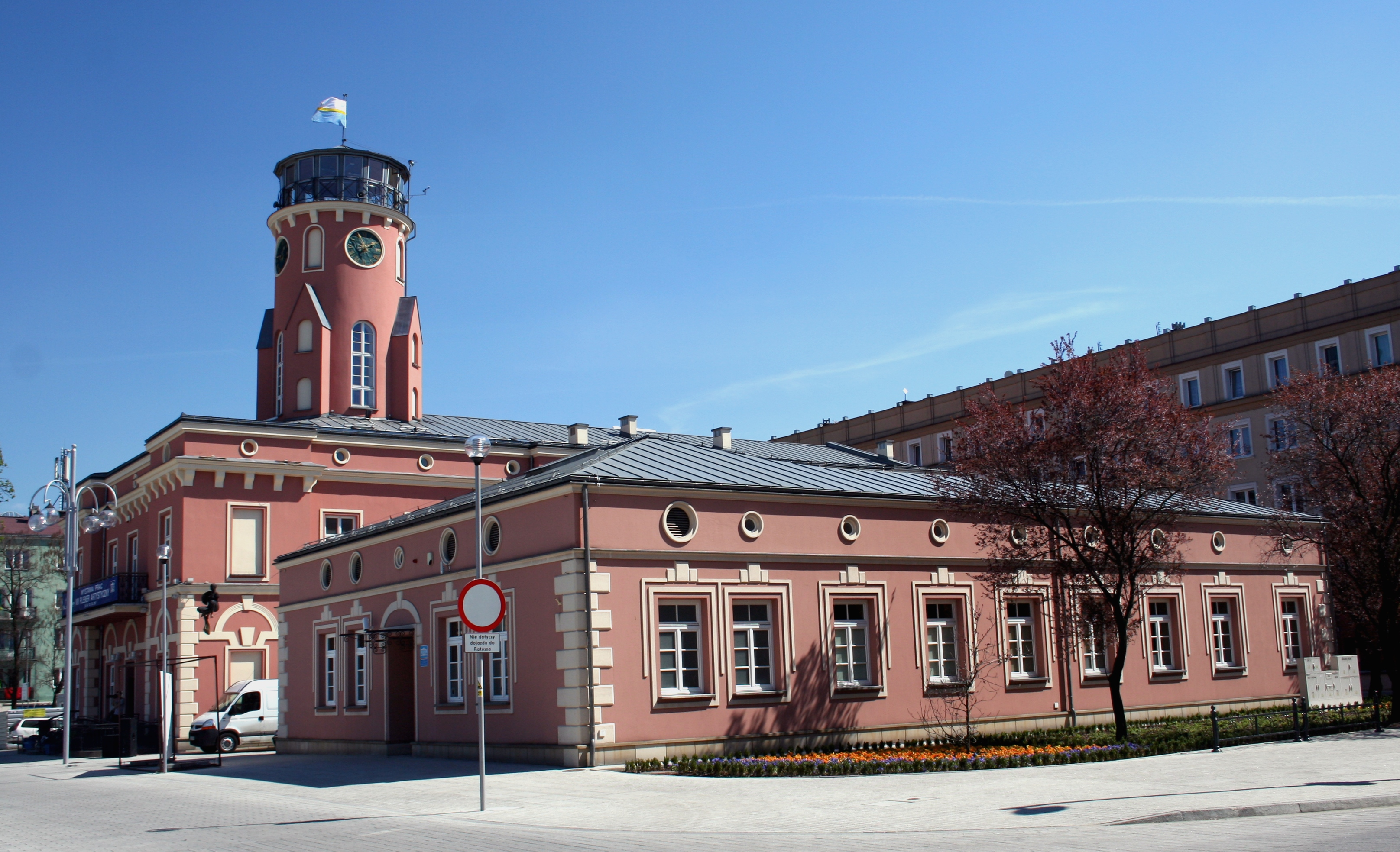
Ратуша и кордегардия в 2012 году
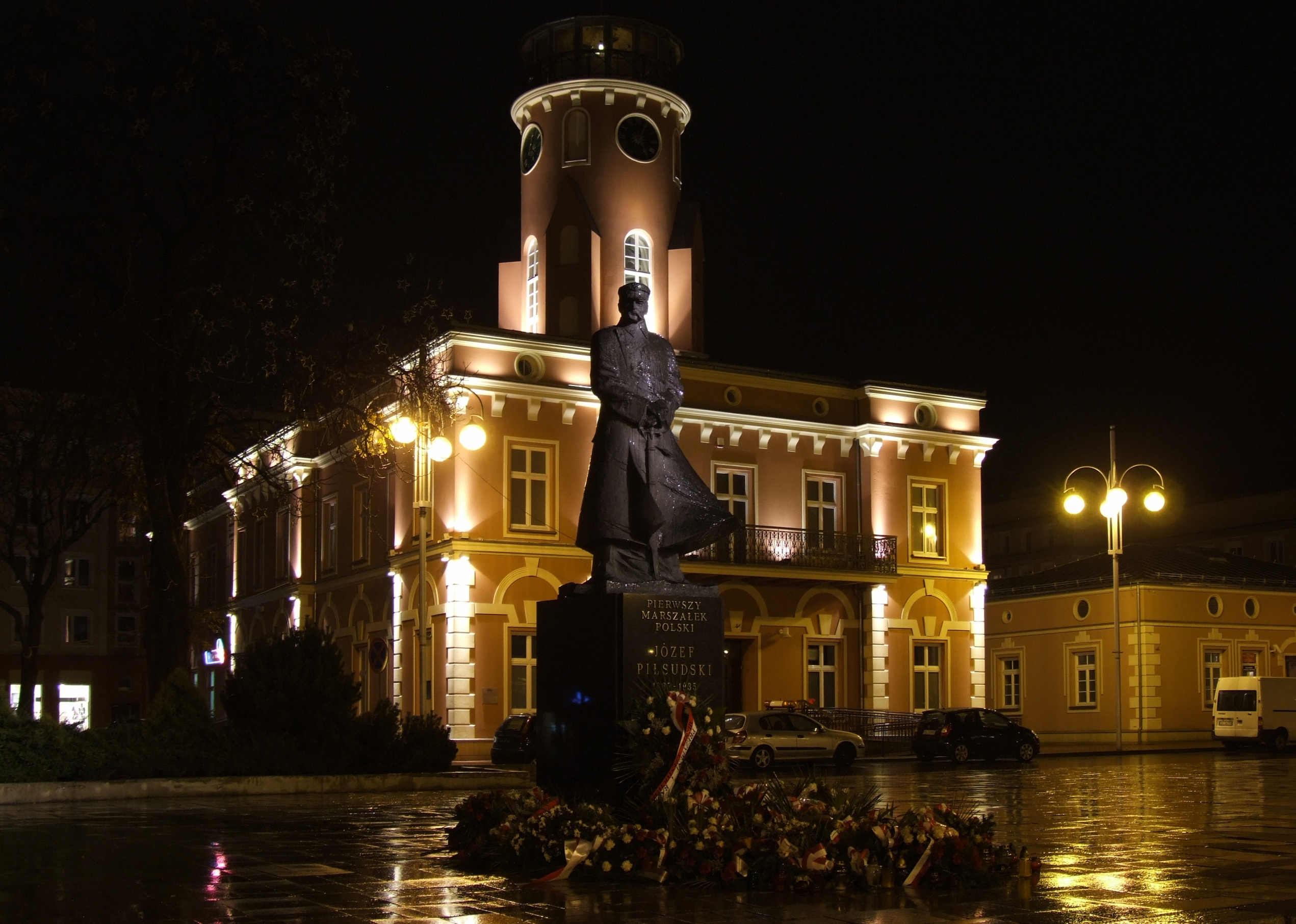
Ратуша и памятник Юзефу Пилсудскому ночью